# 貝塔峰
75°51′S 160°6′E / 75.850°S 160.100°E
貝塔峰（英語：Beta Peak）是南極洲的山峰，座標
75°51′S 160°6′E ，位於維多利亞地的斯科特海岸，屬於阿爾伯特親王山脈的一部分，海拔高度1,620米（5,310英尺），由新西蘭探險隊命名，現時由南極條約體系管理。